# Río Vaupés
Der Río Vaupés (spanisch) oder Rio Uaupés (portugiesisch) ist ein 1.375 km langer, rechter Nebenfluss des Rio Negro im Norden Südamerikas (Kolumbien und nordöstliches Brasilien). Er gehört somit zum Flusssystem des Amazonas.

## Flusslauf
Er entspringt im Südosten von Kolumbien, wo er im Andenvorland die Llanos (Tafelländer) der Departamentos Guaviare und Vaupés in östlicher Richtung durchfließt. Im Mittellauf – südlich der Mesa de Yambi – beginnt er stark zu mäandrieren und bildet unterhalb von Mitú eine etwa 150 km lange, halbkreisförmige Flussschlinge, die zugleich die Staatsgrenze zu Brasilien (Provinz Amazonas) darstellt.
Ab hier wendet der Vaupes wieder nach Osten und trägt den portugiesischen Namen Uaupés. Zwischen der gleichnamigen Stadt und Sao Joaquim mündet er in den von Norden kommenden Rio Negro.
Der Name Rio Negro („schwarzer Fluss“) kommt von der dunklen Färbung des Wassers durch Huminsäure, die von den vom Regen ausgelaugten Böden im Norden stammt. Das Wasser des Vaupes ist jedoch heller.

## Nebenflüsse
Zu den größten Nebenflüssen gehören (flussabwärts):
- Río Querary (links)
- Río Papuri (rechts)